# Fritz Rumey
Fritz Rumey (ur. 3 marca 1891 w Królewcu, zm. 27 września 1918 w okolicach Neuville-Saint-Rémy) – niemiecki pilot, jeden z największych niemieckich asów myśliwskich okresu I wojny światowej. Autor 45 zwycięstw powietrznych.

## Życiorys
Fritz Rumey przyszedł na świat w Królewcu w Prusach Wschodnich. Zaciągnął się do armii i początkowo służył w 45. Pułku Piechoty w Insterburgu. Po wybuchu I wojny światowej w sierpniu 1914 roku uczestniczył w obronie rodzinnych Prus Wschodnich przed ofensywą wojsk rosyjskich. Brał udział w walkach pod Gąbinem, a następnie w zwycięskiej bitwie pod Tannenbergiem. Od września 1914 służył w 3. Pułku Grenadierów, w którego szeregach walczył na froncie wschodnim do połowy 1915 roku. Na swoje życzenie został przeniesiony do lotnictwa i trafił do szkoły lotniczej, gdzie pobierał pierwsze nauki pilotażu. Od jesieni 1915 zaczął służbę w 19 Polowej Eskadrze Lotniczej (Feldfliegerabteilung), w której zajmował się głównie lotami zwiadowczymi i obserwacyjnymi, a później także lotami bombardującymi. Po kilku miesiącach złożył podanie o przeniesienie do lotnictwa myśliwskiego i trafił do szkoły dla pilotów myśliwskich.
W maju 1917 roku, początkowo został przydzielony do eskadry myśliwskiej Jagdstaffel 2, a w czerwcu 1917 roku dostał przydział do Jagdstaffel 5, z którą był związany do końca wojny. Już w pierwszych misjach bojowych Fritz Rumey pokazał, że jest wyśmienitym pilotem myśliwskim. Słynął zwłaszcza z bardzo celnego ognia do wrogich samolotów. 26 czerwca 1918 osiągnął swoje 25. zwycięstwo powietrzne. W tym dniu zestrzelił w walce Sopwith Camela, pilotowanego przez kanadyjskiego asa lotnictwa Edwarda Eatona. W uznaniu sukcesów w powietrzu w lipcu 1918 został odznaczony orderem Pour le Mérite i awansowany do stopnia podporucznika. Od czerwca do września 1918 roku strącił dalszych 20 maszyn nieprzyjaciela – osiągając imponującą liczbę 45 zwycięstw powietrznych. Zginął 27 września 1918 roku podczas lotu bojowego, kiedy to jego Fokker D.VII został uszkodzony w wyniku zderzenia się z brytyjskim dwupłatem S.E.5a, pilotowanym przez południowoafrykańskiego asa George’a Lawsona. Rumey wyskoczył ze spadochronem z uszkodzonego samolotu, ale zginął, ponieważ jego spadochron nie otworzył się.

## Odznaczenia
- Pour le Mérite – 10 lipca 1918
- Krzyż Żelazny I Klasy
- Krzyż Żelazny II Klasy